# Доронин, Анатолий Дмитриевич
Анатолий Дмитриевич Доро́нин (1912, — 1957) — разработчик парашютно-десантной техники (вместе с братьями Владимиром и Николаем), лауреат двух Сталинских премий третьей степени (1946, 1950).

## Биография
Родился в июле 1912 года на станции Тутальская Томской железной дороги (ныне Яшкинский район, Кемеровская область) в семье стрелочника. Затем их семья жила на станции Макушино (ныне Курганская область). Окончил железнодорожную школу, работал монтёром пути.
По комсомольской путёвке уехал на учёбу в Москву и поступил на факультет инженерных сооружений Московского института инженеров транспорта.
В 1938 году вместе с братьями включился в конкурс по созданию прибора, автоматически раскрывающего парашют в заданное время. Они изобрели первый в мире такой прибор, и он успешно прошёл государственные испытания (ППД-1 — парашютный прибор Дорониных).
За это братья в 1940 году получили награды, Анатолий, который к тому времени служил в РККА (с 5.10.1939) — медаль «За трудовое отличие».
Во время войны служил в Управлении Отдельной гвардейской воздушно-десантной армии.
За этот период Доронины разработали 7 новых видов приборов, в том числе универсальную подвеску для сбрасывания с парашютом габаритных грузов, которая применялась при доставке оружия и продовольствия партизанским отрядам, действовавшим в тылу фашистов. А всего на счету братьев около 30 изобретений, которые спасли жизнь тысячам десантников, лётчиков и авиационных спортсменов.
После войны Анатолий Доронин продолжил службу в Вооружённых Силах СССР. Инженер-полковник. Погиб в 1957 году, совершая свой 1442-й прыжок, при испытании нового образца парашюта. Похоронен на Новодевичьем кладбище.

## Признание
- Сталинская премия третьей степени (1946) — за создание новых типов парашютных приборов, нашедших широкое применение в воздушно-десантных операциях РККА (вместе  с братьями)
- Сталинская премия третьей степени (1950 года) — за работу в области авиационной техники (вместе с братьями)
- заслуженный изобретатель РСФСР
- Мастер парашютного спорта СССР
- два ордена Красной Звезды (31.7.1948, 26.10.1955)
- медаль «Партизану Отечественной войны» (31.8.1944)
- медаль «За боевые заслуги» (15.11.1950)
- медаль «За победу над Германией в Великой Отечественной войне 1941—1945 гг.» (9.5.1945).
- медаль «За трудовое отличие» (5.10.1939)